# Controstoria del liberalismo
Controstoria del liberalismo è un libro di Domenico Losurdo pubblicato da Editori Laterza nel 2005.
Losurdo esamina le contraddizioni interne dell'influente tradizione politica liberale, in particolare la filosofia politica che sostiene il laissez-faire, celebra la libertà individuale e riconosce i diritti di proprietà, sostenendo che pur pretendendo di enfatizzare l'importanza della libertà individuale il «liberalismo reale» fu in pratica a lungo contrassegnato dalla sua esclusione di persone da questi diritti, con conseguente sfruttamento quale razzismo, schiavitù e genocidio, spesso scusati e persino celebrati nella tradizione liberale.
I principali pensatori liberali di cui parla sono Edmund Burke, John Locke e Alexis de Tocqueville. Tra le atrocità condonate dal liberalismo vi sono la carestia della patata irlandese, la schiavitù negli Stati Uniti, il genocidio indiano in Nord America, le guerre dell'oppio, i crimini britannici in India (in particolare i moti indiani del 1857 e la carestia del Bengala del 1943-1944) e l'implementazione delle leggi Jim Crow negli Stati Uniti meridionali. Le origini del nazismo si troverebbero in quelle che considera politiche colonialiste e imperialiste del mondo occidentale.
Esaminando le posizioni intellettuali e politiche degli intellettuali sulla modernità, Losurdo stima che Immanuel Kant e Georg Wilhelm Friedrich Hegel furono i più grandi pensatori della modernità mentre Friedrich Nietzsche fu il suo più grande critico.

## Contenuto
Losurdo caratterizza la narrativa dominante del liberalismo come un'agiografia che rappresenta un graduale processo di espansione della libertà per tutte le persone. Studia non solo gli sviluppi concettuali, ma anche e soprattutto i rapporti politici e sociali che trovarono espressione e si fecero conoscere attraverso varie contraddizioni.
Non solo il processo è contraddittorio, ma è anche contrassegnato da episodi in cui un gruppo a cui vengono concessi i diritti può vedersi ritirare ben presto tali diritti, come nel caso dei neri americani dopo la fine dell'era della ricostruzione. Il liberalismo si prestò così alla fondazione della democrazia etnica in cui un gruppo etnico aveva diritti su altri gruppi che erano privati di diritti e venivano sfruttati. Secondo Losurdo gli Stati Uniti erano un esempio di uno Stato razziale con una netta differenza nei diritti concessi tra bianchi e persino tra neri liberi, rendendolo quindi una democrazia padronale.
Inoltre l'influente conservatore liberale Edmund Burke è accreditato per aver scritto la prima teoria organica della rivoluzione come una cospirazione ebraica, una teoria cospirativa antisemita che fu essenziale nell'alimentare gli aspetti genocidari dell'ideologia nazista. La supremazia bianca che era tipica dei pensatori liberali dell'epoca ebbe un'influenza formativa sul fascismo mentre avrebbe preso anche la disumanizzazione di coloro che considerava inferiori e portata agli estremi. Losurdo osserva come negli Stati Uniti meridionali le leggi erano più stringenti e severe delle leggi di Norimberga attuate dalla Germania nazista.

## Recensioni
Controstoria del liberalismo ricevette diverse recensioni positive da parte della critica. Per esempio, Peter Clarke scrisse in una recensione sul Financial Times che Controstoria del liberalismo svolge «un brillante esercizio nello smascherare le pretese liberali, esaminando oltre tre secoli con un uso magistrale delle fonti». Il saggista Pankaj Mishra scrisse similmente in una recensione su The Guardian che Controstoria del liberalismo «scopre in modo stimolante le contraddizioni di un'ideologia che viene invocata troppo moralmente».
Controstoria del liberalismo ricevette recensioni positive anche da Stefano Azzarà su Historical Materialism, Geoff Mann su Antipode e Ian McKay su Capital & Class.